# الکساندر شالنبرگ
الکساندر شالِنبِرگ (به آلمانی: Alexander Schallenberg) (زاده ۲۰ ژوئن ۱۹۶۹ در برن، سوئیس) وکیل، دیپلمات و سیاستمدار اتریشی و صدر اعظم این کشور است. او که عضو حزب خلق اتریش است از ژانویه ۲۰۲۰  تا اکتبر ۲۰۲۱ وزیر فدرال برای امور اروپایی و بین‌المللی جمهوری اتریش در (دولت دوم کورتس) بود. صدر اعظم زباستیان کورتس در ۹ اکتبر ۲۰۲۱ او را به عنوان جانشین خود پیشنهاد کرد. پس از آن رئیس‌جمهور فدرال افتتاح دولت فدرال شالنبرگ را برای ۱۱ اکتبر ۲۰۲۱ اعلام کرد. در پی استعفای شالنبرگ از صدراعظمی اتریش در تاریخ ۶ دسامبر ۲۰۲۱ کارل نهمر صدراعظم جدید اتریش شد. علاوه بر این، از ژوئن ۲۰۱۹ تا ژانویه ۲۰۲۰ او مسئول برنامه‌های اتحادیه اروپا، ادغام، هنر، فرهنگ و رسانه بود.

## زندگی

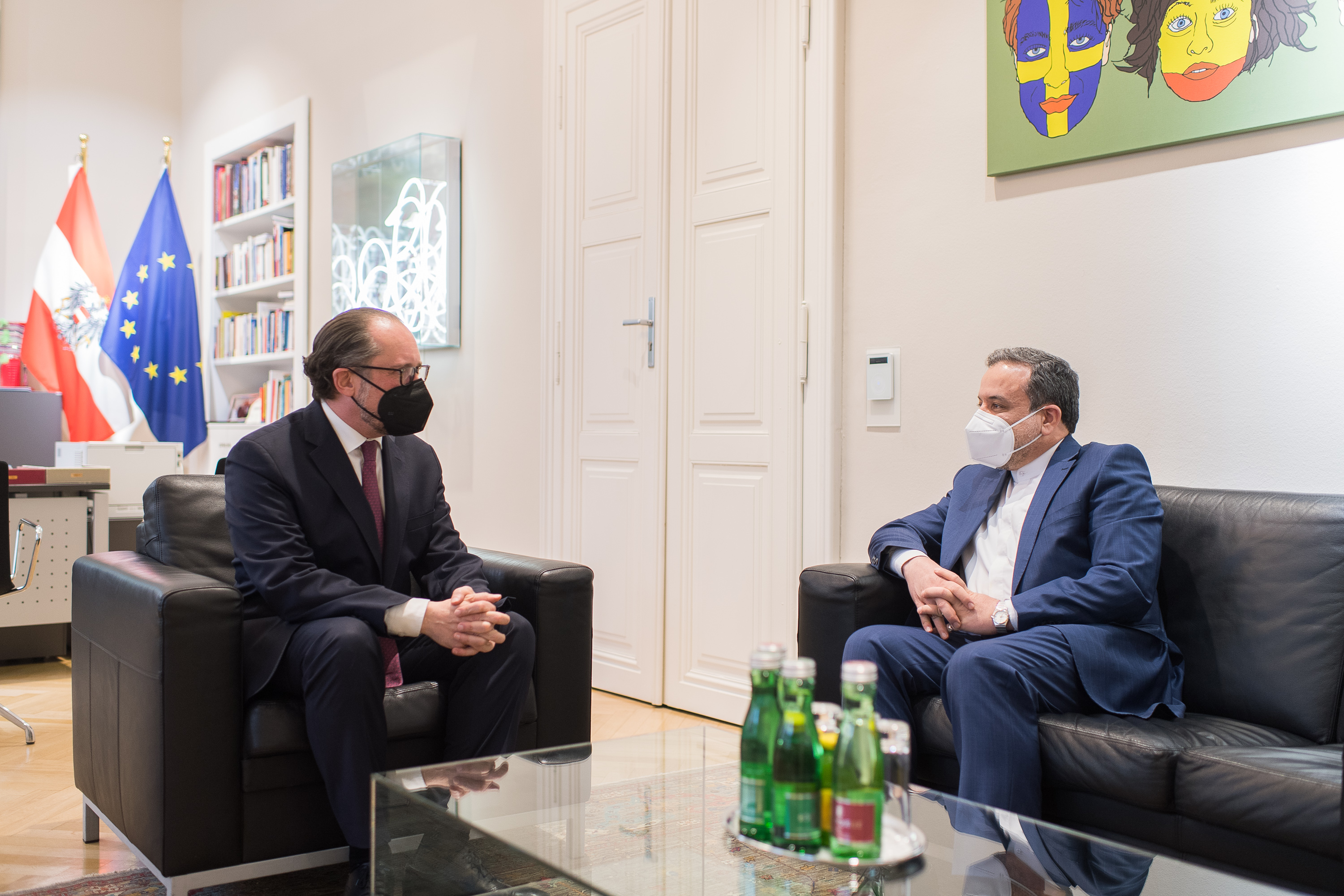
شالنبرگ در دیدار با سید عباس عراقچی، معاون سیاسی وزیر امور خارجه ایران

الکساندر شالنبرگ از خانواده اشراف سابق شالنبرگ می‌آید و پسر ولفگانگ شالنبرگ سفیر سابق و دبیرکل وزارت خارجه است. او در هند، اسپانیا و پاریس - ایستگاه‌های سفیری پدرش - بزرگ شد و بین سال‌های ۱۹۸۹ تا ۱۹۹۴ در دانشگاه وین و دانشگاه پاریس دوم پانتئون -آسا حقوق خواند. وی سپس مدرک کارشناسی ارشد ال‌ال‌ام را در کالج اروپا در بروخه تا سال ۱۹۹۵ گذراند. پس از گذراندن موفقیت‌آمیز آزمون ورودی (پیش نیاز)، شالنبرگ در سال ۱۹۹۷ به وزارت امور خارجه پیوست. از سال ۲۰۰۰ تا ۲۰۰۵ وی ریاست بخش حقوقی نمایندگی دائم اتریش در اتحادیه اروپا در بروکسل را بر عهده داشت. در سال ۲۰۰۶ او سخنگوی مطبوعاتی اورسولا پلاسنیک وزیر امور خارجه وقت شد و زیر نظر جانشین وی میشائل اشپیندلگر این فعالیت را ادامه داد. در زمان وزیر خارجه زباستیان کورتس، در سال ۲۰۱۳ شالنبرگ به عنوان رئیس ستاد برنامه‌ریزی استراتژیک سیاست خارجی منصوب شد. وی در سال ۲۰۱۶ مدیریت بخش اروپایی وزارت امور خارجه را بر عهده گرفت. در جریان تشکیل دولت فدرال (دولت اول کورتس) به مدت کوتاهی پس از انتخابات شورای ملی در سال ۲۰۱۷، وی در زیر گروه اروپا و سیاست خارجی از طرف حزب خلق اتریش مذاکره کرد. وزیر امور خارجه بعدی کارین کنایسل به عنوان همتای خود برای حزب آزادی اتریش مذاکره کرد. پس از انتقال دستور کار اتحادیه اروپا از وزارت امور خارجه به ریاست فدرال، شالنبرگ از ۱ مارس ۲۰۱۸ مدیریت بخش هماهنگی اتحادیه اروپا در دفتر ریاست جمهوری فدرال را به عهده گرفت و در این وظیفه نقش تعیین‌کننده ای در آماده‌سازی و اجرای ریاست شورای اتحادیه اروپا اتریش ۲۰۱۸.
شالنبرگ در ۳ ژوئن ۲۰۱۹ توسط صدراعظم اسبق اتریش بریگیته بیرلاین به عنوان وزیر فدرال اروپا، ادغام و امور خارجه منصوب شد. در ۶ ژوئن، وی همچنین به عنوان وزیر اعظم منصوب شد و مدیریت اتحادیه اروپا، برنامه‌های هنری، فرهنگی و رسانه ای تا پایان دولت فدرال بیرلاین به او سپرده شد. او به عنوان تنها عضو دولت انتقالی، پس از تشکیل دولت دوم کورتس در سمت خود باقی ماند و دوباره در ۷ ژانویه ۲۰۲۰ به عنوان وزیر فدرال اروپا، ادغام و امور خارجه سوگند یاد کرد. از ۲۹ ژانویه ۲۰۲۰، وی وزیر امور خارجه و بین‌الملل فدرال در دولت فدرال (دولت دوم کورتس) بوده‌است. شالنبرگ مطلقه است و دارای چهار فرزند است.